# 先ネクタリス代
| コペルニクス代     |
| エラトステネス代   |
| 後期インブリウム代 |
| 前期インブリウム代 |
| ネクタリス代       |
| 先ネクタリス代     |

先ネクタリス代（せんネクタリスだい、Pre-Nectarian Period）は、月の地質年代尺度の一つであり、45.5億年前（月の誕生時）から39.2億年前（現在の神酒の海の場所に巨大隕石が衝突した時）までの時代を指す。

## 解説
ほとんどの山岳地帯の地層は先ネクタリス代の岩石によって構成されており、その後の隕石衝突によって激しく飛散している。